# كليات الريان الأهلية
كليّات الريان هي كلية سعوديّة خاصة في منطقة المدينة المنورة، تأسست عام 1439هـ الموافق 2017م تحت إشراف وزارة التعليم في المملكة العربية السعودية؛ افتُتحت في عام 2018م، واعتُمدت من هيئة تقويم التعليم والتدريب في أكتوبر 2021م.

## التخصصات
بكليّات الريان عدد من التخصصات الصحية:
- الطب البشري.
- التمريض.
- الصيدلة الإكلينيكية.
- العلوم الصحية.
  - المختبرات.
  - الأشعة.
  - التخدير.